# میلتن (جورجیا)
میلتن، جورجیا (به انگلیسی: Milton, Georgia) یک شهر در ایالات متحده آمریکا با جمعیت ۳۲٬۶۶۱ نفر است که در شهرستان فولتن، جورجیا واقع شده‌است.